# Шуанчэн
Шуанчэ́н (кит. упр. 双城, пиньинь Shuāngchéng) — район городского подчинения города субпровинциального значения Харбин провинции Хэйлунцзян (КНР). Название в переводе означает «пара городов» и связано с тем, что в этих местах во времена империи Цзинь находилось два города.

## История
Во времена чжурчжэньского государства Цзинь в этих местах были основаны города Дахэ (达禾) и Буда (布达). При империи Цин эти места стали одним из основных центров маньчжурского народа, бытовала поговорка: «на юге — Ляоянская управа, на севере — Шуанчэнское укрепление» (南有辽阳府，北有双城堡).
В 1676 году Шуанчэн стал центром фудутунства, подчинённого Нингутинскому цзянцзюню. В 1882 году был образован Шуанчэнский комиссариат (双城市厅), а в 1909 — Шуанчэнская управа (双城府). После Синьхайской революции управа в 1913 году была ликвидирована, а вместо неё образован уезд Шуанчэн (双城县) провинции Гирин.
В 1931 году Маньчжурия была оккупирована японскими войсками, а в 1932 году было образовано марионеточное государство Маньчжоу-го. В 1934 году было введено деление Маньчжоу-го на 15 провинций и 1 особый город, и уезд Шуанчэн оказался в составе провинции Биньцзян.
В 1945 году Маньчжурия была освобождена Советской армией. После войны правительство Китайской Республики приняло программу нового административного деления Северо-Востока, и уезд Шуанчэн оказался в составе провинции Сунцзян.
После образования КНР новое правительство тоже взялось за административный передел Северо-Востока, и в 1954 году провинция Сунцзян была ликвидирована, а её земли вошли в состав провинции Хэйлунцзян.
В 1988 году указом Госсовета КНР уезд Шуанчэн был расформирован, а на его месте образован городской уезд. В 1996 году городской уезд Шуанчэн был переведён из подчинения правительству провинции Хэйлунцзян в подчинение властям Харбина.
В 2014 году городской уезд Шуанчэн был преобразован в район городского подчинения.

## Административное деление
Район Шуанчэн делится на 1 уличный комитет (в городе Шуанчэн), 8 посёлков, 6 волостей и 10 национальных волостей.
| №  | Название  | Название (кит.)  | Статус          | Население чел. (2010) | На карте                         |
| -- | --------- | ---------------- | --------------- | --------------------- | -------------------------------- |
| 1  | Шуанчэнши | 双城市街道管委会 | уличный комитет | 177708                | 45°22′14″ с. ш. 126°18′43″ в. д. |
| 2  | Чаоян     | 朝阳乡           | волость         | 50850                 | 45°16′10″ с. ш. 126°16′36″ в. д. |
| 3  | Шуанчэн   | 双城镇           | поселок         | 40701                 | 45°22′14″ с. ш. 126°18′43″ в. д. |
| 4  | Ланьлэн   | 兰棱镇           | поселок         | 39044                 | 45°13′03″ с. ш. 126°11′23″ в. д. |
| 5  | Ханьдянь  | 韩甸镇           | поселок         | 38793                 | 45°17′25″ с. ш. 125°54′01″ в. д. |
| 6  | Ваньлун   | 万隆乡           | волость         | 38147                 | 45°22′49″ с. ш. 125°45′31″ в. д. |
| 7  | Уцзя      | 五家镇           | поселок         | 37895                 | 45°32′30″ с. ш. 126°22′52″ в. д. |
| 8  | Чжоуцзя   | 周家镇           | поселок         | 33796                 | 45°27′39″ с. ш. 126°39′34″ в. д. |
| 9  | Туаньцзе  | 团结满族乡       | нац.волость     | 33780                 | 45°23′29″ с. ш. 125°57′21″ в. д. |
| 10 | Синшань   | 杏山镇           | поселок         | 28843                 | 45°27′15″ с. ш. 125°53′24″ в. д. |
| 11 | Шуйцюань  | 水泉乡           | волость         | 23097                 | 45°26′32″ с. ш. 126°02′41″ в. д. |
| 12 | Дунгуань  | 东官镇           | поселок         | 22964                 | 45°27′08″ с. ш. 126°33′29″ в. д. |
| 13 | Цзиньчэн  | 金城乡           | волость         | 22657                 | 45°11′14″ с. ш. 126°04′33″ в. д. |
| 14 | Гунчжэн   | 公正满族乡       | нац.волость     | 21683                 | 45°31′20″ с. ш. 126°14′47″ в. д. |
| 15 | Синьсин   | 新兴满族乡       | нац.волость     | 21436                 | 45°30′39″ с. ш. 126°30′05″ в. д. |
| 16 | Лэцюнь    | 乐群满族乡       | нац.волость     | 21252                 | 45°24′21″ с. ш. 126°12′47″ в. д. |
| 17 | Нунфэн    | 农丰满族锡伯族镇 | нац.поселок     | 20827                 | 45°30′08″ с. ш. 126°07′11″ в. д. |
| 18 | Даньчэн   | 单城镇           | поселок         | 20410                 | 45°17′34″ с. ш. 126°28′19″ в. д. |
| 19 | Цинлин    | 青岭满族乡       | нац.волость     | 19838                 | 45°21′46″ с. ш. 126°34′02″ в. д. |
| 20 | Ляньсин   | 联兴满族乡       | нац.волость     | 19531                 | 45°22′00″ с. ш. 126°26′55″ в. д. |
| 21 | Тунсинь   | 同心满族乡       | нац.волость     | 19398                 | 45°18′52″ с. ш. 126°10′50″ в. д. |
| 22 | Сицинь    | 希勤满族乡       | нац.волость     | 19132                 | 45°17′52″ с. ш. 126°03′54″ в. д. |
| 23 | Линьцзян  | 临江乡           | волость         | 18345                 | 45°33′17″ с. ш. 125°58′39″ в. д. |
| 24 | Синфу     | 幸福满族乡       | нац.волость     | 18144                 | 45°26′10″ с. ш. 126°23′23″ в. д. |
| 25 | Юншэн     | 永胜乡           | волость         | 17363                 | 45°36′58″ с. ш. 126°05′53″ в. д. |